# Chien de flic
Série Chien de flic
Chien de flic 2
(1999)
Pour plus de détails, voir Fiche technique et Distribution.
Chien de flic (K-9) est un film américain réalisé par Rod Daniel, sorti en 1989.

## Synopsis
L’inspecteur de San Diego Police Department Mike Dooley doit, contre son gré, faire équipe avec un partenaire original : Jerry Lee, un berger allemand. Cette association se poursuit bien au-delà du simple cadre du travail...

## Fiche technique
Sauf indication contraire, les informations mentionnées dans cette section peuvent être confirmées par la base de données cinématographiques IMDb,  présente dans la section « Liens externes ».
- Titre original : K-9
- Titre français : Chien de flic
- Titre québécois :  K-9, Chien de flic
- Réalisation : Rod Daniel
- Scénario : Steven Siegel et Scott Myers
- Musique : Miles Goodman
- Photographie : Dean Semler
- Montage : Lois Freeman-Fox
- Production : Charles Gordon & Lawrence Gordon
- Sociétés de production : Gordon Company et Universal Pictures
- Société de distribution : Universal Pictures
- Pays de production :  États-Unis
- Langue : anglais
- Format : Couleur - Dolby - 35 mm - 1.85:1
- Genre : comédie policière, buddy movie
- Durée : 95 minutes
- Dates de sortie : 
  - États-Unis : 28 avril 1989
  - France : 2 août 1989[2]

## Distribution
- James Belushi (VF : Gérard Dessalles et VQ : Pierre Auger) : l'inspecteur Michael « Mike » Dooley
- Mel Harris (VF : Annie Balestra et VQ : Hélène Mondoux) : Tracy
- Kevin Tighe (VF : Jean-François Laley) : Ken Lyman
- James Handy (VF : Georges Aubert) : Byers
- Ed O'Neill (VF : Marc de Georgi) : Brannigan
- Daniel Davis (VF : Michel Barbey) : Halstead
- John Snyder (VF : Jean-Claude Montalban) : Freddie
- Pruitt Taylor Vince (VF : Patrice Keller) : Benny la Mule
- William Sadler : le vendeur de voitures

## SagaChien de flic
- 1989 : Chien de flic (K-9) de Rod Daniel
- 1999 : Chien de flic 2 (K-911) de Charles T. Kanganis
- 2002 : Chien de flic 3 (K-9: P.I.) de Richard J. Lewis